# Хайд Юнайтед
Футбольный клуб «Хайд Юнайтед» (англ. Hyde United Football Club) — английский футбольный клуб из города Хайд, Большой Манчестер. Образован в 1919 году. Домашние матчи проводит на стадионе «Юэн Филдс». В настоящий момент выступает в Северной Премьер-лиге, седьмой по значимости футбольной лиге Англии. С 2010 по 2015 годы клуб был известен под названием «Хайд».
Футбольный клуб «Хайд Юнайтед» известен[кому?] тем, что потерпел самое крупное поражение в истории кубка Англии — со счетом 0:26 «Хайд» был разгромлен клубом «Престон Норт Энд» в 1887 году.
24 сентября 2009 клуб был официально ликвидирован, задолжав Таможенной и Налоговой Службе Её Величества (HMRC) 120 тысяч фунтов. Однако, благодаря усилиям официальных лиц, болельщиков и игроков, в том числе организовавших сбор денег на матче Премьер-лиги с участием «Манчестер Сити», была собрана достаточная для подачи апелляции сумма денег. В результате первоначальное решение Высокого Суда было отменено.
В сезоне 2011/12 «Хайд» стал победителем Северной Конференции и добился права выступать в Конференции впервые в своей истории.